# Partito Popolare del Canada
Il Partito Popolare del Canada (in inglese People's Party of Canada; in francese Parti populaire du Canada, PPC) è un partito politico canadese, nato nel settembre 2018 da una scissione all'interno del Partito Conservatore del Canada.

## Risultati elettorali
| Anno | Voti    | %   | Seggi   |
| 2019 | 294.092 | 1,6 | 0 / 338 |
| 2021 | 840.990 | 4,9 | 0 / 338 |